# هگزامتر داکتیلیک
هگزامتر داکتیلیک (به انگلیسی: Dactylic hexameter)، یا متر حماسه، شکلی از متر یا طرح ریتمیک است که اغلب در شعر یونان باستان و لاتین استفاده می‌شود. طرح هگزامتر معمولاً به‌شرح زیر است (برای یک هجای بلند، u برای یک کوتاه uu و برای موقعیتی که ممکن است یک یا دو حرف کوتاه باشد):
```
| – 
uu
 | – 
uu
 | – 
uu
 | – 
uu
 | – uu | – –
```

اینجا "|" (نماد لوله) شروع یک پا را در خط نشان می‌دهد. بنابراین شش پا وجود دارد که هر یک یا داکتیل (– uu) یا اسپوندی (––) است. چهار فوت اول می‌تواند داکتیل، اسپوندی یا ترکیبی باشد. پا پنجم نیز گاهی اوقات می‌تواند اسپوندی باشد، اما این امر نادر است، زیرا اغلب داکتیل است. پای آخر اسپوندی است.
هگزامتر با شعر حماسی کلاسیک در هر دو زبان یونانی و لاتین همراه است و در نتیجه سبک بزرگی در شعر کلاسیک غربی در نظر گرفته می‌شود. برخی از نمونه‌های شناخته‌شده استفاده از آن عبارتند از: ایلیاد و ادیسه هومر، آرگونوتیکا آپولونیوس رودسی، آئنید ویرژیل، دگردیسی‌های اووید، فارسالیای لوکانوس (حماسه‌ای در مورد جنگ داخلی سزار)، آرگونوتیکا اثر والریوس فلاکوس، و استاتیوس.